# Clive Donner
Clive Stanley Donner (Londra, 21 gennaio 1926 – Londra, 6 settembre 2010) è stato un regista e montatore britannico.

## Filmografia parziale

### Regista

#### Cinema
- Caccia ai diamanti (The Secret Place) (1957)
- Heart of a Child (1958)
- The Sinister Man (1961)
- Some People (1962)
- The Caretaker - Il guardiano (The Caretaker) (1963)
- Il cadavere in cantina (Nothing But the Best) (1964)
- Ciao Pussycat (What's New Pussycat?) (1965)
- Luv vuol dire amore? (Luv) (1967)
- Girando intorno al cespuglio di more (Here We Go Round the Mulberry Bush) (1968)
- Alfredo il Grande (Alfred the Great) (1969)
- Vampira (1974)
- The Nude Bomb (1980)
- Charlie Chan e la maledizione della regina drago (Charlie Chan and the Curse of the Dragon Queen) (1981)
- Stealing Heaven (1988)
- Arrivederci Roma (1990) - cortometraggio

#### Televisione
- I gialli di Edgar Wallace (The Edgar Wallace Mystery Theatre) (1960-1961)
- Sir Francis Drake (1961-1962)
- Spectre (1977)
- Il ladro di Bagdad (The Thief of Baghdad) (1978)
- La primula rossa (The Scarlet Pimpernel) (1982)
- Oliver Twist (1982)
- Caccia al re (To Catch a King) (1984)
- A Christmas Carol (1984)
- La spada di Merlino (Arthur the King) (1985)
- Il fantastico mondo dei giocattoli (Babes in Toyland) (1986)
- Agatha Christie: Caccia al delitto (Dead Man's Folly) (1986)
- Carlo Magno (Charlemagne, le prince à cheval) (1993)

### Montatore
- L'amore segreto di Madeleine (Madeleine), regia di David Lean (1950)
- Lo schiavo dell'oro (Scrooge), regia di Brian Desmond Hurst (1951)
- Asso pigliatutto (The Card), regia di Ronald Neame (1952)
- La rivale di mia moglie (Genevieve), regia di Henry Cornelius (1953)
- Pianura rossa (The Purple Plain), regia di Robert Parrish (1954)
- Il forestiero (The Million Pound Note), regia di Ronald Neame (1954)
- La donna è un male necessario (I Am a Camera), regia di Henry Cornelius (1955)